# Geranomyia subvirescens
Geranomyia subvirescens är en tvåvingeart. Geranomyia subvirescens ingår i släktet Geranomyia och familjen småharkrankar.

## Underarter
Arten delas in i följande underarter:
- G. s. clementis
- G. s. jamaicae
- G. s. subvirescens